# Jacques Doriot
Jacques Doriot (Bresles, 26 settembre 1898 – Mengen, 22 febbraio 1945) è stato un politico, giornalista e militare francese.
Il nome di Doriot resta legato al socialismo radicale, al fascismo francese e al collaborazionismo.
Operaio metallurgico, fu segretario generale della Jeunesse communiste (Movimento Giovani comunisti di Francia). Condannato per le sue posizioni contro la guerra del Rif, Doriot uscì di prigione grazie all'elezione alla carica di deputato a Saint-Denis nel 1924, città di cui egli sarebbe diventato sindaco nel 1930. Fu espulso dal Partito Comunista Francese (PCF) nel 1934 per aver voluto, con due anni d'anticipo, creare il Fronte Popolare (ciò che Mosca respingeva all'epoca). Si oppose alla politica di Maurice Thorez e del Comintern che rifiutavano qualsiasi ipotesi di fronte unico con i socialisti, e si orientò verso una certa forma di fascismo.
Fondò il Partito Popolare Francese (PPF) e il giornale La Liberté nel 1936, prendendo stavolta posizione contro il Fronte Popolare. Sostenitore del collaborazionismo, contribuì alla creazione della Legione dei Volontari Francesi contro il Bolscevismo (LVF) e combatté al fianco dei tedeschi sul fronte russo. Si rifugiò in Germania nel 1944, e tentò di fondare un Comitato di liberazione francese. Fu ucciso nel mitragliamento della sua automobile da parte di due aerei, forse di nazionalità tedesca. Secondo alcuni, Doriot sarebbe stato vittima di divergenze all'interno del Partito Nazista.

## Gli anni comunisti

### L'inizio della sua carriera politica

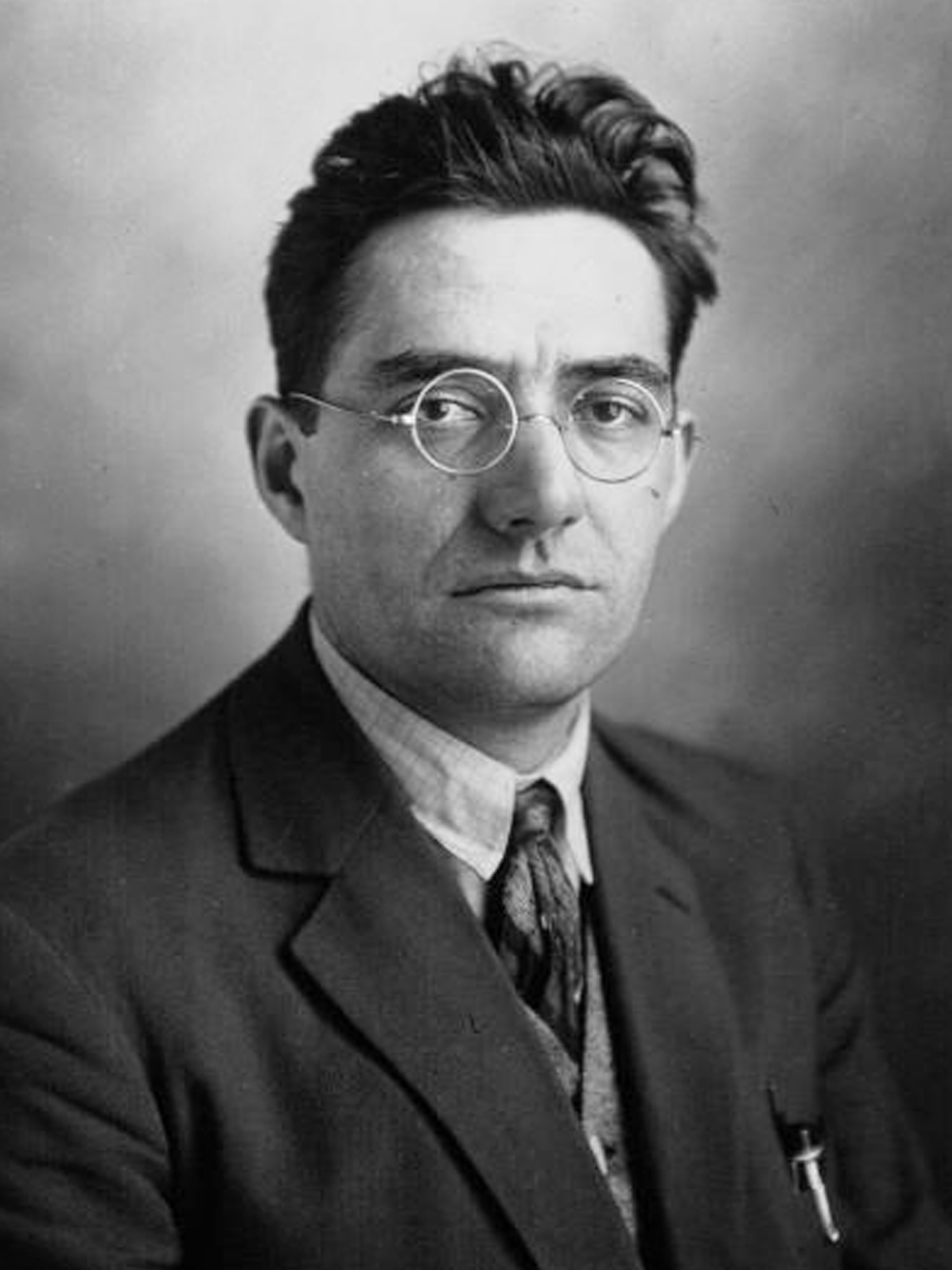
Jacques Doriot nel 1929

Jacques Doriot, nato il 26 settembre 1898 a Bresles nell'Oise, proveniva da una famiglia operaia: suo padre era fabbro e sua madre sarta. Doriot iniziò a lavorare in una fabbrica a 15 anni e in seguito trovò lavoro in una vicina latteria. Nel 1915, all'età di 17 anni, si trasferì a Saint-Denis e lavorò come operaio metallurgico in diverse fabbriche. Nel 1916 Doriot si iscrisse alla sezione locale dei Giovani socialisti che condividevano le idee pacifiste della SFIO. Visse in un ambiente operaio fino alla guerra.
Nell'aprile 1917 fu arruolato e nel 1918 la sua unità fu decimata allo Chemin des Dames. Doriot fu decorato con la croce di guerra per aver soccorso un compagno ferito, ma fu anche condannato a un mese di prigione per indisciplina, fatto questo che rivela il suo carattere al tempo stesso ribelle e solidale. Congedato nel 1920, ritornò a Saint-Denis e si unì alla corrente favorevole alla Terza internazionale in seno alla SFIO. In ottobre i Giovani socialisti entrarono a far parte dell'Internazionale comunista dei giovani, cambiando nome in Giovani comunisti, e Doriot fu eletto al comitato nazionale.
Segnato dalla guerra, senza legami familiari, Doriot diventò un esperto rivoluzionario professionista. Dal 1921 al 1923 rappresentò i Giovani comunisti francesi a Mosca nell'Internazionale comunista dei giovani. Durante il suo soggiorno in Unione Sovietica, iniziò il suo tirocinio all'attività rivoluzionaria e redasse testi di propaganda. Viaggiò moltissimo, intervenne in numerose riunioni politiche, e conobbe Lenin per il quale nutriva grande ammirazione. Al suo ritorno in Francia nel 1922, fu posto a capo della Gioventù comunista. Sotto la sua direzione, queste diventarono uno strumento di bolscevizzazione del Partito Comunista Francese (PCF) che continuava a essere fortemente marcato dal modello socialista. Nel 1923 Doriot, che aveva allora 25 anni, fu condannato ad un anno di prigione per aver scritto una serie di articoli invitando i soldati a disobbedire. Nel 1925 il numero degli effettivi della Gioventù comunista crebbe fino a raggiungere il culmine negli anni 1920.
Doriot godette in quegli anni di una grande popolarità nel partito, appariva come un elemento promettente. La sua carriera politica spiccò il volo a quell'epoca. Molto ambizioso, mirava al raggiungimento di posti direttivi, ma l’Internazionale non gli conferì la posizione ambita. Ripiegò quindi sul partito francese sul quale aveva molta influenza e dove era molto apprezzato, e iniziò il suo distacco dalla direzione dell’Internazionale. Da militante bolscevico che era, si trasformò progressivamente in un politico abile e calcolatore. Le sue relazioni con il gruppo dirigente erano tese, e dovette fronteggiare come rivale Maurice Thorez. Nel 1931 Doriot venne eletto sindaco di Saint-Denis, che diventò un baluardo del PCF ma anche la sua piazzaforte personale. Dei dirigenti comunisti francesi, egli era uno dei più competenti riguardo alle questioni internazionali: portaparola del partito, denunciò il trattato di Versailles e l'imperialismo francese, proclamò il diritto dei popoli all'autodeterminazione, includendovi l'Alsazia-Lorena.
A partire dagli anni trenta, il nazismo e il comunismo crebbero d'importanza. Doriot ebbe occasione di recarsi in Germania per portare al Partito Comunista di Germania il sostegno del PCF, e osservò oltre Reno il folgorante successo del partito nazista. Negli anni 1932-1934, la forza e l'influenza del partito comunista francese diminuirono. Alle elezioni legislative del 1932, mentre il partito subiva un importante arretramento, Doriot ottenne una schiacciante vittoria, ma fu il solo eletto comunista al primo turno. Approfittò di questo successo per recarsi a Mosca e tracciò un severo bilancio della situazione del partito. Mise allora in valore la sua riuscita personale per ottenere la direzione di tutta la regione parigina, che rappresentava un terzo degli effettivi del PCF, ma il Comintern non gli diede soddisfazione. In effetti, le ambizioni di Doriot, la sua ricerca d'interessi personali trasparivano dai suoi discorsi, tanto da renderlo poco affidabile agli occhi dei dirigenti diffidenti. Doriot decise di restare nel movimento comunista, anche se in una posizione scomoda. A questo si aggiunse l'instaurazione della dittatura hitleriana e l'annientamento del Partito comunista di Germania, che rappresentava per l’Internazionale la più grande sconfitta della sua storia.

### Divergenze con il Comintern
Nel 1933 si intavolarono trattative tra socialisti della SFIO e comunisti in vista dell'organizzazione di dibattiti pubblici sul tema dell'unità operaia, ma queste trattative vennero rotte, con la delusione di Doriot che voleva creare un fronte comune. Infatti Doriot desiderava sfruttare l'indebolimento della SFIO, che aveva espulso la sua ala destra neo socialista e la sua ala d'estrema sinistra, l'Action socialiste. Il suo scopo era di ravvicinare i due partiti, per far sì che il comunismo recuperasse la sua influenza. L'Internazionale respinse la sua proposta, che venne giudicata opportunista. Doriot insistette nella sua tesi di cambiare tattica dimostrando i vantaggi che potevano derivarne: le proposte del fronte unico che si trattava d'inviare alla direzione socialista avrebbero permesso di allargare la scissione della destra e di far aderire al partito comunista anche il gruppo dell'Action socialiste. E soprattutto, l'avvicinamento con il partito socialista avrebbero potuto permettere al partito comunista di mettersi alla testa di un movimento di massa antifascista. Ma l'Internazionale continuò a respingere questa proposta e Thorez rammentò che il partito socialista era un nemico. Effettivamente i socialisti, collaborando con la borghesia, erano percepiti come nocivi alla lotta delle classi.
Doriot era esasperato dalla rigidità del Comintern. Nel 1934 denunciò la minaccia fascista che si era manifestata in occasione dei moti del 6 febbraio. Rimise nuovamente in questione la direzione del partito e domandò la formazione di una coalizione con i socialisti per combattere questa minaccia. Avvertiva, come numerosi uomini della sinistra, che la divisione tra i socialisti e i comunisti in Germania aveva giocato in favore di Hitler e voleva evitare di vedere il medesimo errore prodursi in Francia. Ma questo appello volto a cambiare linea di condotta venne considerato come una trasgressione alla disciplina del partito da Thorez e dal Comintern. Thorez si valse allora del giornale L'Humanité per appannare la reputazione di Doriot e modificare la sua posizione. Doriot reagì: l'8 febbraio 1934, approfittò della reazione della sinistra nei confronti dei moti del 6 febbraio per negoziare con i responsabili della SFIO a Saint-Denis, senza tener conto degli ordini del PCF. Partecipò alla creazione del Comitato di vigilanza antifascista di Saint-Denis costituito da comunisti e da rappresentanti locali della SFIO e dalla CGT.
Per reazione, Thorez organizzò una riunione dei responsabili comunisti di Parigi per far rientrare Doriot nei ranghi. Fu l'occasione per una votazione sulla rimessa in causa della politica del partito, dove una maggioranza di delegati si pronunciò in favore della linea di condotta ufficiale. Come protesta davanti a questo insuccesso, Doriot decise di rinunciare alla sua funzione di deputato e di sindaco di Saint-Denis.  L'11 aprile, redasse una lettera indirizzata al Comintern per esporre nuovamente la sua volontà di unire socialisti e comunisti contro il fascismo. Andò anche più lontano presentando un progetto alternativo coerente, che metteva da parte la rivoluzione del proletariato e mirava a raggiungere il potere grazie ad una politica fondata sulla collaborazione delle classi. L’Internazionale convocò Doriot a Mosca, ma egli rifiutò di recarvisi. Poco più tardi, in giugno, l’Internazionale adottò una politica d'alleanza con la sinistra, che pure era considerata prima come eretica. Ma il rifiuto di Doriot di andare a Mosca, le sue disubbidienze e le sue ambizioni nei confronti del PCF non vennero tollerati. Al congresso annuale di giugno, Thorez propose di espellere Doriot dal partito e la mozione venne votata all'unanimità.
Doriot temette di essere escluso dai giochi politici a causa della collaborazione che era stata avviata ufficialmente tra i due grandi partiti operai. Come reazione, Doriot decise di rilanciare l'unità operaia; il 5 luglio 1934 lanciò la parola d'ordine «una sola classe, una sola CGT, un solo partito». Per far conoscere il suo punto di vista, si avvalse dell'Émancipation nationale, giornale che egli dirigeva. Tentò di costituire un partito di sintesi, ma rifiutò ogni legame con un partito esistente. Per lui, la divisione dei movimenti operai era la principale ragione della sconfitta di fronte al fascismo, e cercò la soluzione in qualche cosa di nuovo, con lui come dirigente. Ma Doriot non riuscì ad aprirsi il varco che sperava, e rimase un elemento isolato in seno all'estrema sinistra francese. La sua politica di lotta contro il comunismo diventò sempre più chiara e si accompagnò a una lotta per la pace che passò al primo posto della sua propaganda. Egli affermò una volontà d'intesa con la Germania nazista.
Questa campagna di pace segnò una svolta nella vita politica di Doriot. Abbandonò la lotta a profitto della conciliazione e annunciò una battaglia aperta contro il partito comunista. Questa politica determinò pure il fallimento dell'unità operaia che egli cercava. Nel 1935 poteva sempre essere considerato un uomo politico di sinistra. Le elezioni del 1936 confermarono la situazione precaria di Doriot e la sua perdita d'influenza. Poco dopo queste elezioni, Gabriel Leroy-Ladurie, presidente della banca Worms, prese contatto con lui. Egli rappresentava le grandi imprese che volevano distruggere la base del Fronte Popolare, e chiese a Doriot di formare un partito politico per aiutarlo in questa manovra.

## Il Partito Popolare Francese

### La creazione del partito e la sua crescita
Gli storici sono d'accordo nel dire che il Partito Popolare Francese (PPF) rappresentò la forma più vicina al modello fascista che sia esistita in Francia, tuttavia certi storici vanno oltre e ritengono che lo si possa qualificare come vero partito fascista. All'origine, né nella concezione del suo fondatore, né nella realtà, il PPF non fu un partito fascista. La fondazione di questo partito avvenne nel giugno 1936, subito dopo l'ondata di scioperi del movimento operaio. Il 27 e 28 giugno Doriot presentò il PPF a qualche centinaia di persone. Questo partito si definiva come un movimento di raggruppamento nazionale che cercava di riunire tutti i francesi, tranne i dirigenti comunisti, per assicurare al paese la pace e l'indipendenza. In questa logica, Doriot non si considerava contrario al Fronte Popolare.
Il programma del nuovo partito era molto vago, particolarmente sul piano delle istituzioni. Il movimento sociale di giugno provocò turbamento nella destra, e ciò andò a beneficio del PPF che ricevette allora l'appoggio di certi giornali di destra e l'adesione di uomini dell'estrema destra, e il sostegno materiale di una parte degli imprenditori. Doriot, per continuare a beneficiare di questi appoggi, diede la priorità alla lotta contro il comunismo nel suo programma politico e fece passare in secondo piano la lotta contro il conservatorismo e il grande capitalismo. Tuttavia, mirò innanzitutto a un raggruppamento nazionale e, per questo, non lasciò che il suo partito scivolasse indefinitamente a destra.
Così, durante il primo anno dell'esistenza del PPF, adottò una linea abbastanza morbida e moderata che privilegiava l'isolamento del partito comunista e l'avvicinamento al potere. Quanto alle relazioni con i socialisti, rimasero equilibrate. Nel luglio 1936, Doriot delineò chiaramente il suo obiettivo: desiderava accedere al potere per procedere ad una rivoluzione nazionale. Il partito venne presentato come una nuova forma, al tempo stesso popolare, nazionale e sociale.
Riguardo alla questione del fascismo, ci si può chiedere quali sono gli elementi di natura fascista nell'organizzazione del PPF. Bisogna per prima cosa notare che il partito rifiutava di dotarsi di una organizzazione paramilitare, ma era senza dubbio per non inquietare l'opinione pubblica imitando le associazioni o i partiti fascisti. C'erano ugualmente degli elementi cerimoniali che si rifacevano fortemente ai movimenti fascisti: si può citare il saluto quasi simile al saluto romano, il grido «en avant, Jacques Doriot» («avanti, Jacques Doriot»), l'esistenza di un distintivo, di una bandiera, di un inno e soprattutto di un giuramento di fedeltà. Il primo congresso del PPF si tenne nel novembre 1936 e illustrava quello che il partito pretendeva d'essere: un partito di raggruppamento nazionale e un partito popolare.
Il comitato centrale era diviso in uguale misura tra gli uomini venuti dalla sinistra, la maggior parte comunisti, e gli uomini di destra, dei Volontari Nazionali ma anche della Gioventù patriota e degli uomini dell'Action française. Nei confronti della politica estera, il pacifismo restò fin dall'inizio uno dei punti principali della politica del PPF: nei suoi discorsi, Doriot ricordava il suo passato di vecchio combattente e gli orrori della guerra. Il partito appoggiò dunque i desideri di pace dei Francesi e designò il Partito Comunista come un partito bellicista. Doriot sosteneva nella sua propaganda che la pace era la sola cosa che poteva far ritrovare alla Francia «il suo dinamismo, la sua forza, il suo prestigio». Metteva pure in evidenza che la riuscita del PPF era l'unica soluzione di pace che restava alla Francia. Ma alla svolta del 1937, Doriot adottò una nuova tattica, che fece nettamente scivolare il partito verso la destra.

### La scelta fascista
Doriot si pose come difensore delle libertà minacciate dai comunisti, che sarebbero stati aiutati dai socialisti: li accusava di ostacolare l'esercizio dei diritti d'espressione e di riunione. Lanciò la formula del Front de la liberté (Fronte della libertà), un tentativo di avvicinamento di tutti i gruppi e partiti politici che si situavano tra l'estrema destra e i socialisti. Dopo le elezioni cantonali del 1937, dove la diffidenza tra i vari partecipanti aumentò a causa di risentimenti reciproci, iniziò la decadenza del Front de la liberté.
A questo declino si aggiunse, nel maggio 1937, la revoca di Doriot da sindaco di Saint-Denis, che segnò una svolta nella storia del partito. Fu un'inchiesta amministrativa, condotta dal ministro dell'Interno Marx Dormoy, che mise in luce delle irregolarità e portò alla revoca. Doriot rassegnò allora le dimissioni dal consiglio municipale, si adoperò per organizzare nuove elezioni, ma subì una sconfitta. Questo insuccesso è simbolico, visto che significava un ritorno di Saint-Denis nelle mani dei comunisti e che mostrava chiaramente il fallimento di Doriot a radunare intorno a lui la classe operaia.
Doriot reagì allora rinunciando al suo mandato di deputato, rompendo così l'ultimo legame che lo univa alle istituzioni. A partire da quel momento, la fascistizzazione del partito si accentuò. I responsabili del PPF, come Pierre Drieu La Rochelle, Victor Arrighi, Bertrand de Jouvenel, si aspettavano dal partito che diventasse l'equivalente francese del nazismo. I doriotisti vedevano come una necessità la creazione in Francia di una nuova élite, come lo erano in Germania e in URSS il partito nazista e il partito sovietico.
Così, davanti al fallimento del raggruppamento nazionale, il PPF si trasformò: si allineò ai modelli fascisti e vide un aumento degli atteggiamenti estremisti. Il partito si avvicinò moltissimo all'estrema destra, arrivando fino all'Action Française: Doriot, riguardo alla monarchia, dichiarò che non aveva niente da obiettare a questa soluzione ma che non era ancora abbastanza "matura". Un progetto di totalitarismo fascista si affermò sempre più, come dimostrò il discorso di Doriot al 2º congresso del PPF nel marzo 1938: voleva veder rinascere una classe contadina forte, deplorava la proletarizzazione della Francia, e presentava la famiglia come la cellula fondamentale della nazione.
Presentò anche il nazionalismo come la dottrina primordiale del partito e ambiva pure a formare un nuovo uomo. Questi doveva avere «il gusto del rischio, la fiducia in sé stesso, il senso del gruppo, il gusto degli slanci collettivi». Doriot elaborò una carta del lavoro ispirata al modello mussoliniano. Le tematiche e i metodi fascisti misero dunque radici nel partito e altri indizi dimostrarono pure in modo evidente la fascistizzazione: quando Doriot arrivò in aereo e sorvolò lo stadio in occasione dell'anniversario della creazione del partito nel giugno 1938, fu una imitazione della discesa di Hitler su Norimberga. Anche sul piano della xenofobia, del razzismo e dell'antisemitismo si produssero cambiamenti. Così durante il congresso di marzo 1938, si discusse della «questione ebraica» in Africa del Nord.
La stampa doriotista espresse infine apertamente la sua ammirazione per i regimi fascisti, i viaggi in Germania e in Italia dei doriotisti si moltiplicarono, e la propaganda divenne più virulenta. In politica estera, il PPF contava di giocare sullo stesso piano con i regimi fascisti italiani e tedeschi, ma davanti alla loro forza questa politica volse in una cooperazione passiva e subordinata. In effetti va ricordato che, fin dalla sua creazione, la politica del partito fu caratterizzata dal pacifismo, e nella primavera del 1938 Doriot organizzò una serie di manifestazioni contro la guerra, raccomandando un'unione per il mantenimento della pace
Ma, nel 1938, la perdita di fiducia nel PPF era generalizzata: il partito, che non proponeva una politica conquistatrice, mancava di dinamismo. Per risvegliare l'interesse al partito, Doriot affrontò il nuovo tema di una missione esterna, l'esortazione a conquistare qualche cosa nel mondo. Ma questa proposta, che corrispondeva di fatto alla dimensione fondamentale del fascismo, apparve inconsistente e stramba e arrivava molto tardi. L'anno 1938 mise in luce la crisi sempre più evidente del PPF, particolarmente a seguito delle dimissioni di diversi suoi dirigenti (Arrighi e Marion).
Nel 1939 il partito assunse una dimensione di tradizione nazionalista. Doriot, nei suoi discorsi, deplorava la denatalità, causata a suo parere dal capitalismo liberale e dal marxismo. Biasimava anche i giovani per la mancanza di rispetto verso la fede, l'autorità, la famiglia, la nazione e la patria. Questo ripiegamento verso una linea tradizionale si può spiegare con la delusione di Doriot, davanti al fallimento del suo movimento. Il 3 settembre 1939 la Francia entrò in guerra al fianco della Gran Bretagna e Doriot venne richiamato. Affermava che lo scopo degli Alleati era sopprimere la potenza tedesca, ma aggiungeva che Stalin ed Hitler erano da considerare altrettanto nemici. Sperava che il dopo guerra portasse l'ordine nuovo che sognava, con una carta d'Europa ridisegnata a scapito della Germania e dell'URSS.
Dopo la sconfitta della Francia e la firma dell'armistizio nel giugno del 1940, Doriot cercò di ottenere un posto nel regime di Vichy, ma venne tenuto a distanza. Si avvicinò a Marcel Déat (1894-1955) con il quale elaborò un progetto di partito unico, ma che non portò a nulla. Ritornò a Parigi nel 1940 e si impegnò nel rilancio del PPF disgregato dalla sconfitta. A metà ottobre lanciò Le cri du Peuple, giornale che avrebbe dovuto servire ad attirare la classe operaia approfittando dell'assenza de L'Humanité. I suoi sforzi di raggruppamento furono inefficaci, il PPF non decollò, anche a causa della diffidenza della popolazione francese verso le autorità tedesche d'occupazione.
Gradatamente, Doriot entrò in contatto con i tedeschi, che gli fornirono l'appoggio e le risorse necessarie per restare in sella. Il PPF accentuò così la sua posizione come collaborazionista, e pose la sua fiducia nella vittoria della Germania. Doriot divenne sempre di più razzista, senza dubbio per compiacere i suoi contatti delle SS, e l'aggressione della Germania contro l'URSS il 22 giugno 1941 lo spinse definitivamente in campo tedesco. Doriot appoggiò la creazione l'8 luglio 1941 della Legione dei Volontari Francesi che combattevano sotto l'uniforme tedesca. Si arruolò lui stesso e effettuò lunghe permanenze sul fronte dell'est, soprattutto nel 1943-1944.

## Esilio e morte
Dopo lo sbarco alleato, fuggì in Germania. Arrivato a Sigmaringen con tutta la galassia collaborazionista, Jacques Doriot era allora ottimista, perché la sua partenza per la Germania rivestiva per lui un aspetto tattico. In effetti, a suo parere, le forze francesi si erano esiliate in Germania per rigenerarsi davanti all'imminenza di un attacco dei comunisti che avevano, sempre secondo Doriot, appena iniziato la scalata al potere in Francia. L'obiettivo di Doriot era quindi la creazione di uno «Stato popolare francese», dove avrebbe avuto evidentemente un ruolo eminente, e privo dei vizi di Vichy. Per Doriot, dal risultato di questa impresa dipendeva il ritorno della Francia alla sua condizione di potenza europea in grado di discutere da pari a pari con la Germania hitleriana. Doriot, Déat, Bucard e Brinon incontrarono il Führer nel dicembre 1944 con lo scopo di portare a buon fine questa visione.
Eppure tutto questo mancava d'energia per un Doriot più attivista che mai, malgrado la fuga dei dirigenti collaborazionisti. Pertanto annunciò la creazione, il 6 gennaio 1945, di un «Comitato di liberazione francese», replica collaborazionista dell'impresa gollista in Inghilterra. Questo Comitato doveva riunire il piccolo mondo degli esiliati di Sigmaringen e dunque, infine, assicurare il potere al capo del PPF. Tuttavia, due dei dirigenti collaboratori si mostrarono ancora reticenti: Déat, l'eterno rivale, e Bucard, sempre in scontro con Doriot da quando il PPF era diventato nel 1937 il beneficiario ufficiale dell'aiuto finanziario accordato da Mussolini, prima finanziatore dell'organizzazione di Bucard, il Partito Francista. Così, un appuntamento fu fissato con Déat per il 22 febbraio 1945. La riconciliazione tra i due uomini appariva imminente.
Quel 22 febbraio, Doriot, il suo autista e una segretaria del Comitato salirono sull'automobile del consigliere d'ambasciata Struve, essendo in panne l'autoveicolo personale di Doriot. A qualche centinaia di metri da Mengen, la vettura fu attaccata in picchiata da due aerei sconosciuti. Doriot, già colpito dalla prima raffica, tentò di lasciare l'auto, ma non così rapidamente tanto che una seconda raffica lo colpì, questa volta, mortalmente. Avvisati dalla segretaria miracolosamente indenne, Déat e il fedele tenente di Doriot, Marcel Marshall, arrivarono sul luogo e non poterono che constatare il decesso.
Malgrado numerose teorie, l'appartenenza degli aerei (forze alleate o elementi della Gestapo risoluti a sbarazzarsi di un attivista giudicato pericoloso) è oggigiorno ancora sconosciuta. Doriot fu inumato al cimitero di Mengen dove riposa tuttora. 

## Citazioni
- «Il bolscevismo sconfitto farà l'Europa unita.»
- Per avere successo in seno al Partito Comunista, ecco un consiglio d'amico: non abbiate mai ragione sei mesi prima degli altri (da l'Emancipation del 1936)
- Me ne infischio dei vecchi maneggi politici! Me ne infischio di quello che pensano o possono pensare gli strateghi ritardati del vecchio regime! Non desidero formare un partito radicale, un partito SFIO, una federazione repubblicana! Voglio creare un partito totalitario! Voglio creare un partito fascista! (parole pronunciate durante il discorso del 7 novembre 1942).

## Pubblicazioni
- L'Armée et la défense du capitalisme, Courbevois, La Cootypographie/Paris, Librairie de l'Humanité, « Bibliothèque des jeunes communistes », 1924.
- (e Marcel Cachin), Contre le plan Dawes et la trahison socialiste, pour la reconnaissance des Soviets. Discorsi pronunciati alla Camera dei deputati, il 22 e 23 agosto 1924, prefazione di Paul Marion, Paris, Parti communiste français (S.F.I.C.), « Les Cahiers du militant », 1924.
- Le Militarisme français à l'œuvre au Maroc. Un document sensationnel, Paris, Librairie de l'Humanité, 1925.
- (e Marcel Cachin), Pour la défense de l'Union soviétique. Discorso di Marcel Cachin alla Camera dei deputati, seduta del 6 novembre 1930. Contro il piano Young e i trattati di schiavitù. Discorso di J. Doriot alla Camera dei deputati, seduta del 13 novembre 1930, Paris, Bureaux d'éditions, « Le Parti communiste et la politique étrangère », 1930.
- La Syrie aux Syriens ! Discorso pronunciato da Doriot, alla Camera dei deputati, il 20 dicembre 1925, Paris, Georges Daugon-Librairie de l'Humanité, 1926.
- Les Soviets veulent la paix. Discorso pronunciato alla Camera dei deputati il 17 maggio 1933, prefazione di Marcel Cachin, Paris, Les Publications révolutionnaires, 1933.
- La France ne sera pas un pays d'esclaves, Paris, Les Œuvres françaises, 1936.
- Toutes les preuves. C'est Moscou qui paie, Paris, Flammarion, 1937.
- Le ″Front de la Liberté″ face au communisme, Paris, Flammarion, 1937.
- La France avec nous!, Paris, Flammarion, 1937.
- Refaire la France, Paris, Grasset, 1938.
- L'Agonie du communisme. Discorso pronunciato a Lione il 22 giugno 1941 [al congresso del Parti populaire français], Paris, Imprimerie Curial-Archereau, 1941.
- Je suis un homme du Maréchal, Paris, Grasset, 1941.
- La Légion des volontaires français contre le bolchevisme au combat. Discorso pronunciato il 1º febbraio 1942 al Palais des sports, Paris, Imprimerie du P.P.F., 1942.
- La France est Gaulliste ? Non ! Regardez..., Paris, Bureau central de Presse du P.P.F., 1942.
- Le Mouvement et les hommes, Paris, Éditions de France, « Les Temps nouveaux », 1942.
- Réalités, Paris, Éditions de France, « Les Temps nouveaux », 1942.
- Le Destin français, Paris, Imprimerie du P.P.F., 1944.